# L.T.D.
L.T.D. is een Amerikaanse r&b/funkband.

## Bezetting
- Abraham J. 'Onion' Miller jr.[2] (zang, tenorsaxofoon)
- Alvino Bennett[3] (drums, percussie)
- Andre Ray[4] (zang)
- Billy Osborne[5] (zang, multi-instrumentalist)
- Carle Vickers[6] (trompet, bugel, fluit)
- Henry Davis[7] (zang, basgitaar)
- Jake Riley[8] (trombone)
- Jeffrey Osborne[9] (leadzang, drums)

- Jimmie Davis[10] (zang, keyboards)
- Johnny McGhee[11] (gitaar)
- Leslie Wilson[12] (percussie)
- Lorenzo Carnegie[13] (saxofoon, fluit, gitaar)
- Pondaza Santiel[14] (conga, percussie)
- Tobie Wynn[15] (saxofoon)

## Geschiedenis
L.T.D. (Love, Togetherness and Devotion) werd geformeerd in 1968 in Greensboro, toen Arthur Lorenzo Carnegie (alt/tenorsaxofoon, fluit, gitaar), Jake Riley (trombone), Carle Wayne Vickers (trompet, fluit, sopraansaxofoon) en Abraham Onion Miller (tenorsaxofoon, zang), die hadden gewerkt als leden van het 15-koppige Fantastic Soul Men Orchestra en het altijd populaire duo Sam & Dave begeleidden, samen met Jimmy J.D. Davis (keyboards, zang), hun eigen band Love Men Ltd. formeerden. Daarna reden ze naar New York in een 1956er Chevy, die ze samen hadden gekocht. Ze woonden in de Hamilton Heights van Harlem, waar Toby Wynn (baritonsaxofoon) zich bij hen voegde. Ondanks het feit dat ze een concert hadden in Providence werd Jeffrey Osborne (drums, leadzang) aangetrokken.
Na twee jaar in New York, reden ze met twee auto's en een trailer naar Los Angeles, waar Jeffreys broer Billy Osborne (orgel, drums, keyboards, co-leadzang), Celeste Cole (zang), Henry E. Davis (basgitaar, zang) en Robert Santiel (conga, percussie) zich bij de band voegden. In 1974 tekenden ze bij A&M Records als L.T.D. In 1976 vervoegde Johnny McGhee (gitaar) zich bij de band. Osborne was geen leadzanger meer en Melvin Webb nam het drummen over in 1977. Webb werd eind 1978 vervangen door Alvino Bennett.
De band bracht songs uit als Love Ballad (1976), (Every Time I Turn Around) Back in Love Again (1977), Holding On (When Love Is Gone) en vele andere. Spoedig na het album Shine On (1980) vertrokken Jeffrey en Billy Osborne voor een solocarrière. Andre Ray en Leslie Wilson werden gekozen als leadzangers voor hun volgende album Love Magic, dat de hits April Love (1981) en Kicking Back (1981) bevat. Leslie Wilson verliet de band om zijn solocarrière te vervolgen en L.T.D. bleef bezig in de muziekbusiness door op te nemen voor kleine onafhankelijke muzieklabels en hun eigen muzikale projecten te doen.
In 1999 verloor een L.T.D.-imitatieband een rechtszaak van de huidige drie originele leden van L.T.D. om de rechten en bezit van de naam L.T.D. De drie originele leden Arthur 'Lorenzo' Carnegie, Carle Wayne Vickers, Johnny McGhee, samen met de nieuwe leden Tresure (Mark Vincent Brown), (leadzang, toetsen), Aya Iwata, (toetsen, zang), Herbert Lee Woods (toetsen, zang), Steve Toussaint (basgitaar, zang) en Tefere Hazy (drums, zang) toeren sinds 1999 door de gehele Verenigde Staten.

## Overlijden
- Melvin Webb[16] (drums) - † 1982
- Jake Riley[8] (trombone) - † 2000
- James JD Davis[10] (keyboards, zang) - † 22 mei 2008
- Henry E. Davis[17] (basgitaar) - † 18 januari 2012 in Los Angeles

## Discografie

### Singles
- 1974: Elegant Love
- 1975: Don't Lose Your Cool
- 1975: Tryin' to Find a Way
- 1975: Rated X
- 1976: Love Ballad
- 1977: Love to the World
- 1977: (Every Time I Turn Around) Back in Love Again
- 1978: Never Get Enough of Your Love
- 1978: Holding On (When Love Is Gone)
- 1978: We Both Deserve Each Other's Love
- 1979: Dance 'N' Sing 'N'
- 1979: Share My Love
- 1979: Stranger
- 1980: Where Did We Go Wrong
- 1980: Shine On
- 1981: Kickin' Back
- 1982: April Love
- 1983: For You

### Albums
- 1974: Love, Togetherness & Devotion
- 1974: Gittin' Down
- 1976: Love to the World
- 1977: Something to Love
- 1978: Togetherness
- 1979: Devotion
- 1980: Shine On
- 1981: Love Magic
- 1983: For You

### Compilaties
- 1987: Classics, Vol. 27 (A&M Records)
- 1996: Greatest Hits (A&M Records)
- 2000: The Millennium Collection: The Best of L.T.D. (A&M Records)

### NPO Radio 2 Top 2000
| Nummers met noteringen in de NPO Radio 2 Top 2000 | '99  | '00  |
| ------------------------------------------------- | ---- | ---- |
| (Every Time I Turn Around) Back in Love Again     | -    | 1653 |
| Shine On                                          | 1627 | -    |

1. ↑  Een '-' betekent dat het nummer niet was genoteerd en een vetgedrukt getal geeft de hoogste notering van een nummer aan.
2. ↑  Deze tabel is bijgewerkt tot en met de laatste editie (2024).